# Graf-Wilhelm-Straße 4 (Bregenz)

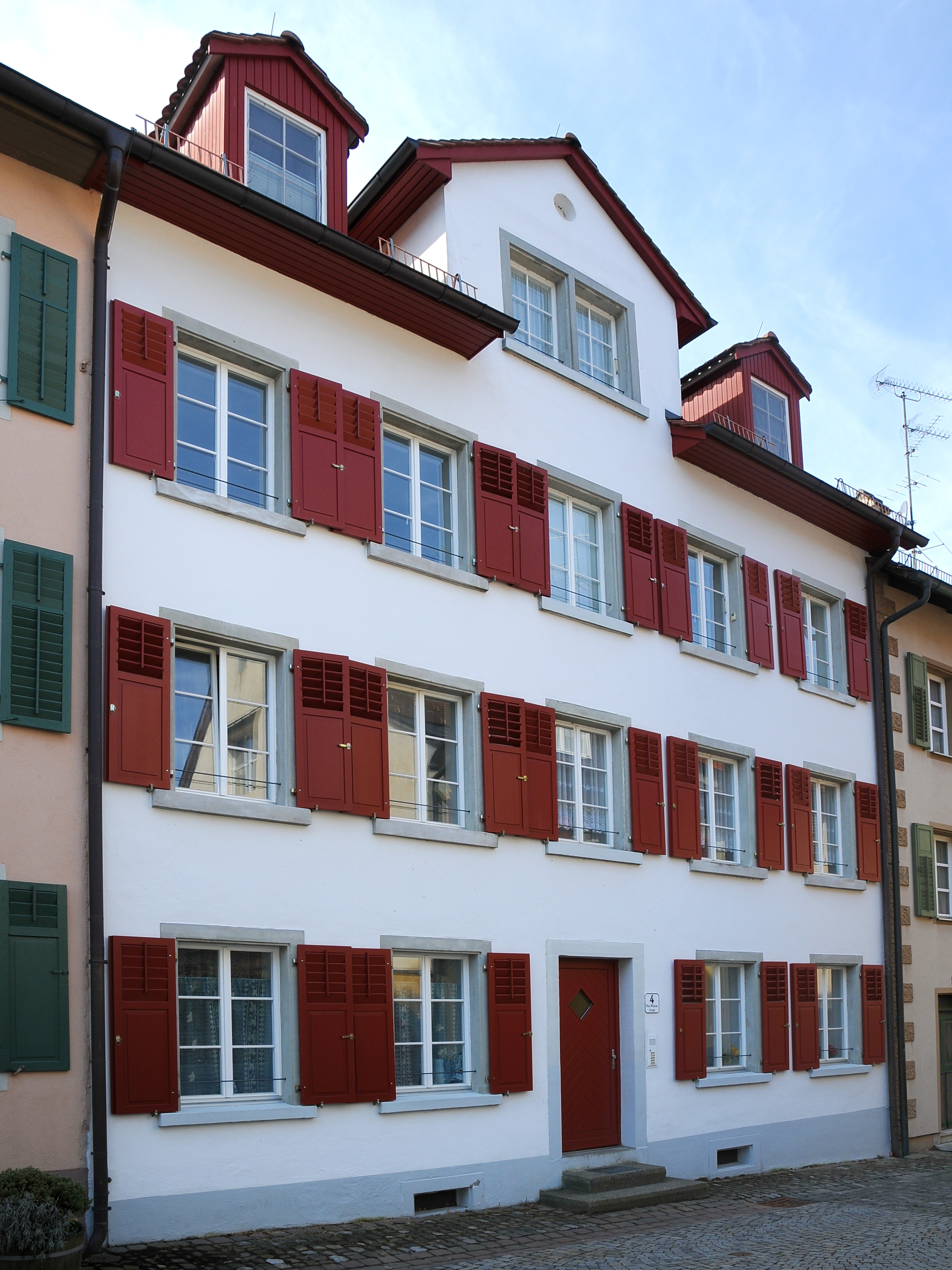
Graf-Wilhelm-Straße 4

Das Haus Graf-Wilhelm-Straße 4 ist ein Wohnhaus in der Oberstadt von Bregenz. Das Bauwerk steht unter Denkmalschutz (Listeneintrag).

## Geschichte
Das Gebäude wurde im 19. Jahrhundert erbaut, hat jedoch einen älteren Kern.

## Architektur
Das dreigeschoßige traufständige Mittelflurhaus weist eine Fassade mit fünf Fensterachsen auf. Auf der Straßenseite sind zwei Dachgaupen sowie im Zwerchgiebel eine ehemalige Aufzugsöffnung zu sehen.